# Hugues Ier de Rethel
Pour les articles homonymes, voir Hugues Ier.
Hugues Ier, mort le 28 décembre 1118, fut comte de Rethel de 1081 à 1118. 
Il était fils de Manassès III, comte de Rethel, et de Judith (probablement de Lotharingie).

## Biographie
À la suite d'un conflit avec les moines, Hugues imposant des corvées aux vassaux des moines, il fut excommunié par Renauld Ier du Bellay, 46e archevêque de Reims en 1092 . Il fit acte de soumission en 1094 et fit à Novy, don d'un alleu aux moines de Sauve-la-Majeure qui firent en ce lieu une abbaye.

## Mariage et enfants
Il épousa Mélisende de Montlhéry, fille de Gui Ier, seigneur de Montlhéry, et d'Hodierne de Gometz, et eut :
- Manassès, cité en 1115, mais mort peu après ;
- Baudouin († 1131), seigneur de Bourcq, puis comte d'Edesse (1100-1118) et roi de Jérusalem (1118-1131 sous le nom de « Baudouin II ») ;
- Gervais († 1124), élu archevêque de Reims mais non sacré, puis comte de Rethel ;
- Mathilde († 1152), comtesse de Rethel, mariée à Eudes († 1158), seigneur de Vitry ;
- Hodierne, mariée à Héribrand II, seigneur de Hierges, puis à Roger de Salerne, prince régent d'Antioche ;
- peut-être une fille mariée vers 1102 à Léon Ier prince d'Arménie[2].